# Коверское сельское поселение
Ко́верское сельское поселение — муниципальное образование в Олонецком национальном районе Республики Карелия Российской Федерации.
Административный центр — деревня Нурмолицы. В посёлке Ковера расположена сельская библиотека.

## История
Образовано Законом от 1 ноября 2004 года.

## География
Коверское сельское поселение расположено на севере Олонецкого национального муниципального района.
Территория поселения граничит с юга — с Олонецким городским поселением и Туксинским сельским поселенем, с юго-востока — с Куйтежским сельским поселением, с востока — с Коткозерским сельским поселением, с севера с Ведлозерским сельским поселением, с запада — с Видлицким сельским поселением, с юго-запада — с Ильинским сельским поселением.

## Население
| 2009 | 2010 | 2012 | 2013 | 2014 | 2015 | 2016 |
| ---- | ---- | ---- | ---- | ---- | ---- | ---- |
| 858  | ↘681 | ↗707 | ↗715 | ↘703 | ↘680 | ↘651 |
| 2017 | 2018 | 2019 | 2020 | 2021 | 2023 |      |
| ↘629 | ↘603 | ↘565 | ↘541 | ↘540 | ↘509 |      |

## Населённые пункты
В сельское поселение входят 13 населённых пунктов:
| №  | Населённый пункт | Тип населённого пункта | Население |
| -- | ---------------- | ---------------------- | --------- |
| 1  | Гушкала          | деревня                | ↘17       |
| 2  | Ковера           | посёлок                | ↗399      |
| 3  | Кукшегоры        | деревня                | ↗46       |
| 4  | Лемозеро         | деревня                | ↗17       |
| 5  | Нинисельга       | деревня                | ↗9        |
| 6  | Новинка          | деревня                | ↘36       |
| 7  | Нурмолицы        | деревня                | ↗94       |
| 8  | Сорочья Гора     | деревня                | →0        |
| 9  | Сяндеба          | деревня                | ↗49       |
| 10 | Сяппяваара       | деревня                | →0        |
| 11 | Тенгусельга      | деревня                | ↗32       |
| 12 | Тигвера          | деревня                | ↘16       |
| 13 | Тулосозеро       | деревня                | →0        |

## Местное самоуправление
Глава Коверского сельского поселения — высшее выборное должностное лицо поселения, возглавляет администрацию поселения. Глава избирается сроком на 4 года гражданами на основании всеобщего равного и прямого избирательного права при тайном голосовании.
Совет Коверского сельского поселения — представительный орган поселения. Совет состоит из 7 депутатов. Депутаты избираются на муниципальных выборах на основе всеобщего, равного и прямого избирательного права при тайном голосовании сроком на 4 года.

## Фотографии

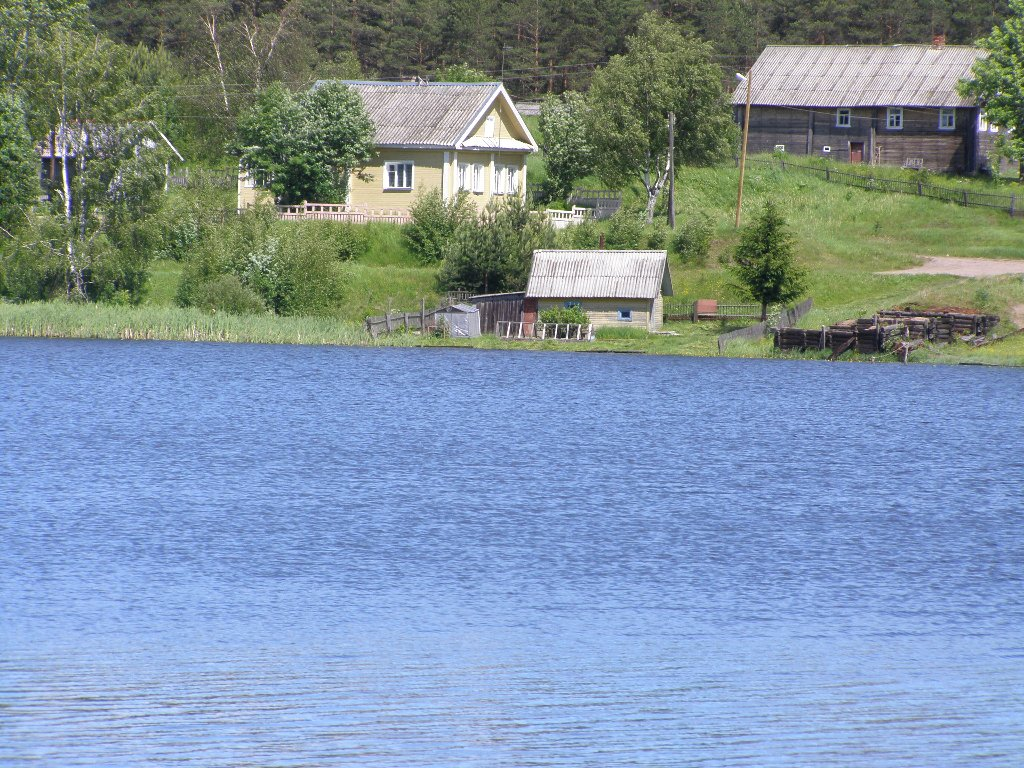
Деревня Нурмолицы
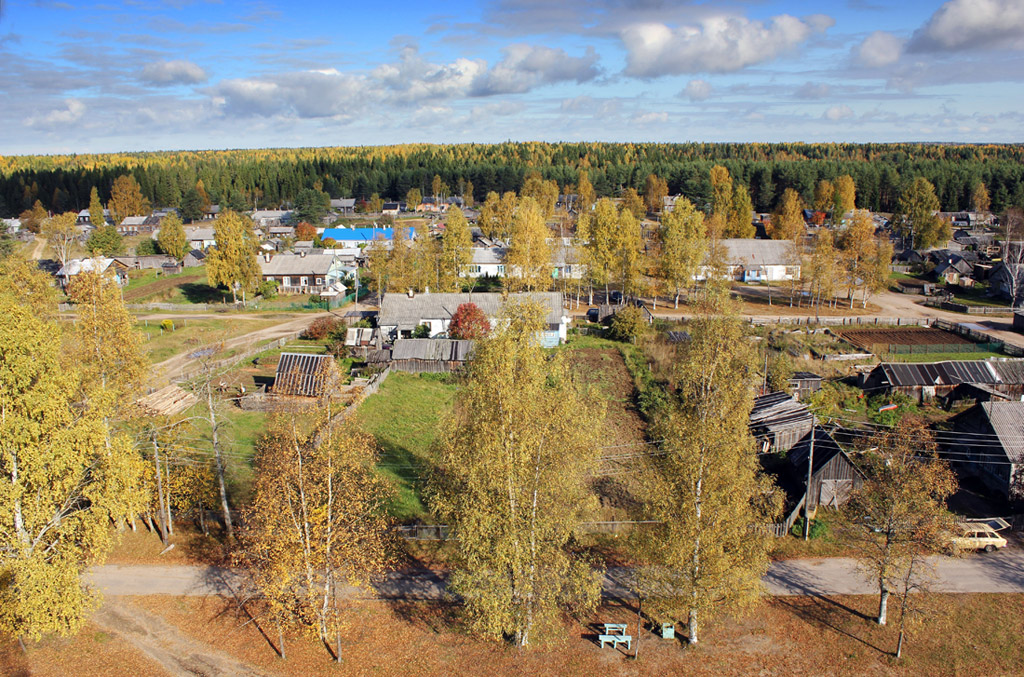
Вид на посёлок Ковера